# Van Roystadion
El Van Roystadion hasta 2011 llamado Florent Beeckmanstadion es un estadio de fútbol ubicado en la ciudad de Denderleeuw, en la Provincia de Flandes Oriental, Bélgica. El estadio, construido en 1997, cuenta con una capacidad para 6.400 espectadores.
El estadio es utilizado por el club FC Verbroedering Dender EH que milita en la Segunda División de Bélgica.
El año 2008 el estadio fue remodelado para adaptarse a las exigencias de seguridad de la Liga, por lo que algunos sectores donde se ubicaban espectadores de pie, fueron reemplazados por asientos, esto redujo la capacidad a 6.400 espectadores.